# Green River (sång)
Green River är en låt av Creedence Clearwater Revival skriven av bandets sångare och gitarrist John Fogerty. Låten utgavs som singel med "Commotion" som B-sida i juli 1969 och blev titelspår på albumet Green River som släpptes en månad senare.
Låten handlar om Putah Muskogee nära Winters, Kalifornien. Låten kom att nå andraplatsen på amerikanska singellistan Billboard Hot 100, och blev även en hit i Europa.

## Listplaceringar
| Lista (1969-1970) | Topplacering      |
| ----------------- | ----------------- |
| Australien        | 6 (Go Set)        |
| Danmark           | 5 (DR "Top Ti")   |
| Finland           | 34                |
| Frankrike         | 8                 |
| Kanada            | 5                 |
| Nya Zeeland       | 11 (NZ Listner)   |
| Schweiz           | 8                 |
| Storbritannien    | 19                |
| Sverige           | 10 (Kvällstoppen) |
| USA               | 2                 |
| Västtyskland      | 8                 |
| Österrike         | 5                 |